# Kupčíkite
La kupcikite è un minerale.